# Alice & June
Alice & June è il decimo album studio del gruppo Indochine uscito il 19 dicembre 2005.

## Il disco
Dopo il successo di Paradize la band si chiude in studio per 3 anni per scrivere il doppio album Alice & June, secondo il volere dell'unico membro fondatore rimasto Nicola Sirkis. Ispirato dal romanzo di Lewis Carroll, Le avventure di Alice nel Paese delle Meraviglie, Nicola scrive dei testi in cui le protagoniste sono due ragazze in età adolescenziale, Alice e June, che si sono perse in un mondo che non riescono a comprendere, e che devono fare i conti con tutti i problemi della loro età e anche con problemi ben più gravi come l'anoressia(tema di June).
L'album contiene l'atteso duetto con Brian Molko, cantante inglese dei Placebo, nella canzone Pink Water 3 e Pink Water 2 che si trova come traccia nascosta in entrambe le versioni dell'album. Il pezzo è stato scritto in tre versioni : Pink Water 3 cantata in francese ed in inglese,duettata con Brian Molko,  Pink Water 2 cantata in inglese, Pink water 1 cantata in francese solo da Nicola, che non si trova nell'album, ma che è uscita successivamente come singolo.
Altre collaborazioni sono in Harry Poppers con i Les Wampas e in Aujourd'hui je pleure con gli AqME..
L'album vende 450000 copie alla sua uscita. A seguito delle ottime vendite che gli permettono di ottenere 4 dischi d'oro, la band inizia un tour che fa il sold-out in tutte le date.

## Le tracce
Primo cd: "Alice - Au pays des cauchemars - La promesse"
Testi di Nicola Sirkis, musiche di Nicola Sirkis-Olivier Gérard-Marc Eliard-Boris Jardel-François Soulier.
1. La promesse – 0:43
2. Les portes du Soir – 5:09 (testo: Mathieu Peudupin-Nicola Sirkis – musica: Olivier Gérard-Nicola Sirkis-Marc Eliard)
3. Alice & June – 3:42 (testo: Nicola Sirkis – musica: Nicola Sirkis-Olivier Gérard)
4. Gang Band – 3:24 (testo: Nicola Sirkis – musica: François Soulier(Mr.Shoes)-Boris Jardel- Nicola Sirkis)
5. Ladyboy – 4:47 (testo: Valérie Rouzeau-Nicola Sirkis – musica: Nicola Sirkis- Olivier Gérard)
6. Blak Page – 4:13 (testo: Nicola Sirkis – musica: Olivier Gérard- Nicola Sirkis)
7. Pink Water 3 – 4:59 (testo: Brian Molko-Nicola Sirkis – musica: Olivier Gérard- Nicola Sirkis)
8. Adora – 4:05 (testo: Nicola Sirkis – musica: Olivier Gérard- Nicola Sirkis)
9. Un homme dans la bouche – 4:36 (testo: Nicola Sirkis – musica: Olivier Gérard-Nicola Sirkis-Marc Eliard-Boris Jardel)
10. Vibrator – 2:24 (testo: Nicola Sirkis – musica: Nicola Sirkis-Boris Jardel-Marc Eliard)
11. Ceremonia – 3:38 (testo: Nicola Sirkis – musica: Nicola Sirkis-Olivier Gérard)

Secondo cd: "June - Au pays des merveilles - Le pacte"
Testi di Nicola Sirkis, musiche di Nicola Sirkis-Olivier Gérard-Marc Eliard-Boris Jardel-François Soulier.
1. Le pacte – 0:40
2. June – 5:04 (testo: Nicola Sirkis – musica: Nicola Sirkis-Olivier Gérard-Marc Eliard)
3. Sweet dreams – 4:59 (testo: Nicola Sirkis – musica: Olivier Gérard-Nicola Sirkis)
4. Belle et Sébastiane – 3:34 (testo: Nicola Sirkis – musica: Olivier Gérard-Nicola Sirkis)
5. Crash me – 5:10 (testo: Nicola Sirkis – musica: Olivier Gérard- Nicola Sirkis)
6. Aunourd'hui je pleure – 3:27 (testo: AqMe – musica: AqMe)
7. Harry Poppers – 2:56 (testo: Didier Wampas – musica: Olivier Gérard- Nicola Sirkis-Marc Eliard)
8. Talulla – 2:53 (testo: Valérie Rouzeau – musica: Olivier Gérard-Nicola Sirkis)
9. Morphine – 5:13 (testo: Nicola Sirkis – musica: Olivier Gérard-Nicola Sirkis)
10. Starlight – 4:55 (testo: Nicola Sirkis – musica: Olivier Gérard-Nicola Sirkis) – con Scala & Kolacny Brothers
11. Pink Water II – 5:23 (testo: Brian Molko-Nicola Sirkis – musica: Nicola Sirkis-Olivier Gérard) – traccia nascosta

Versione semplice un solo cd
Testi di Nicola Sirkis, musiche di Nicola Sirkis-Olivier Gérard-Marc Eliard-Boris Jardel-François Soulier.
1. Les portes du soir – 5:09 (testo: Mathieu Peudupin-Nicola Sirkis – musica: Olivier Gérard-Nicola Sirkis-Marc Eliard)
2. Alice & June – 3:42 (testo: Nicola Sirkis – musica: Nicola Sirkis-Olivier Gérard)
3. Gang Band – 3:24 (testo: Nicola Sirkis – musica: François Soulier(Mr.Shoes)-Boris Jardel- Nicola Sirkis)
4. Ladyboy – 4:47 (testo: Valérie Rouzeau-Nicola Sirkis – musica: Nicola Sirkis- Olivier Gérard)
5. Blak Page – 4:13 (testo: Nicola Sirkis – musica: Olivier Gérard- Nicola Sirkis)
6. Pink Water 3 – 4:59 (testo: Brian Molko-Nicola Sirkis – musica: Olivier Gérard- Nicola Sirkis)
7. Adora – 4:05 (testo: Nicola Sirkis – musica: Olivier Gérard- Nicola Sirkis)
8. Un homme dans la bouche – 4:36 (testo: Nicola Sirkis – musica: Olivier Gérard-Nicola Sirkis-Marc Eliard-Boris Jardel)
9. June – 5:04 (testo: Nicola Sirkis – musica: Olivier Gérard-Nicola Sirkis-Marc Eliard)
10. Sweet Dreams – 4:59 (testo: Nicola Sirkis – musica: Olivier Gérard-Nicola Sirkis-Marc Eliard-Boris Jardel)
11. Belle er Sebastiane – 3:34 (testo: Nicola Sirkis – musica: Nicola Sirkis-Olivier Gérard)
12. Talulla – 2:53 (testo: Valérie Rouzeau – musica: Olivier Gérard-Nicola Sirkis)
13. Morphine – 5:13 (testo: Nicola Sirkis – musica: Nicola Sirkis-Olivier Gérard)
14. Pink water 2 – 5:23 (testo: Brian Molko-Nicola Sirkis – musica: Nicola Sirkis-Olivier Gérard) – traccia nascosta

## I singoli
- Alice & June (14 novembre 2005)
- Ladyboy (16 aprile 2006)
- Adora (18 settembre 2006)
- Pink Water I (novembre 2006, non commercializzato)
- Crash Me (ottobre 2007, version live Alice & June Tour, non commercializzato)

## La Formazione
- Nicola Sirkis voce, chitarre e tastiere
- Oli de Sat chitarre, tastiere
- Mr Eliard basso
- Boris Jardel chitarre e cori
- Mr Shoes batteria